# Cottus bairdii
Cottus bairdii Girard, 1850, è una specie di pesce osseo facente parte della famiglia Cottidae e originaria del Nord America.

## Distribuzione e habitat
È presente in Canada come specie nativa e negli Stati Uniti sia come specie nativa che introdotta.

## Tassonomia
A questa specie fanno capo alcune sottospecie:
- Cottus bairdii semiscaber Cope, 1872
- Cottus bairdii bairdii Girard, 1850
- Cottus bairdii kumlieni (Hoy, 1876)
- Cottus bairdii punctulatus (Gill, 1861)